# Едді де Лепін
Едді де Лепін (фр. Eddy De Lépine; нар. 30 березня 1984) — французький легкоатлет мартиніканського походження, який спеціалізувався в бігу на короткі дистанції, а на початку кар'єри — в бар'єрному бігу.

## Спортивні досягнення
Учасник олімпійських змагань з бігу на 100 метрів на Олімпіаді-2004, де не пройшов далі попереднього забігу.
Чемпіон світу з естафетного бігу 4×100 метрів (2005). Фіналіст (8-е місце) змагань з естафетного бігу 4×100 метрів на чемпіонаті світу (2009).
Бронзовий призер з бігу на 110 метрів з бар'єрами на чемпіонаті світу серед юнаків (2001).
Фіналіст (6-е місце) змагань з бігу на 200 метрів на чемпіонаті Європи (2006).
Срібний призер з естафетного бігу 4×100 метрів на Кубку Європи (2007). Бронзовий призер з естафетного бігу 4×100 метрів на Командному чемпіонаті Європи (2009).
Чемпіон Європи серед молоді з естафетного бігу 4×100 метрів (2005). Срібний призер з бігу на 100 метрів на чемпіонаті Європи серед молоді (2005).
Бронзовий призер з естафетного бігу 4×100 метрів на чемпіонаті Європи серед юніорів (2003).